# Adolf Taimi
Adolf Taimi (ur. 3 października 1881 w Petersburgu, zm. 1 listopada 1955 w Pietrozawodsku) – fiński działacz komunistyczny, polityk Komunistycznej Partii Finlandii.

## Życiorys
W 1902 wstąpił do SDPRR, po rozłamie związał się z frakcją bolszewików, został aresztowany i skazany na zesłanie. W 1915 zwolniony z zesłania, został propagandzistą wyborskiego rejonowego komitetu SDPRR(b), podczas wojny domowej w Finlandii od 28 stycznia do 26 kwietnia 1918 był pełnomocnikiem spraw wewnętrznych w Radzie Pełnomocników Ludowych Fińskiej Socjalistycznej Republiki Robotniczej utworzonej przez Czerwonych i jednym z przywódców Czerwonej Gwardii w Helsinkach. Po zwycięstwie Białych w wojnie domowej przeniósł się do Rosji bolszewickiej, w 1919 w toku działań wojennych został komisarzem sztabu Piotrogrodzkiego Rejonu Ufortyfikowanego i członkiem Trybunału Rewolucyjnego Piotrogrodzkiego Okręgu Wojskowego. We wrześniu 1921 został członkiem KC Komunistycznej Partii Finlandii i wrócił do Finlandii, gdzie do 1928 prowadził podziemną działalność komunistyczną, za co został aresztowany i skazany na 12 lat więzienia; karę odbywał do 1940. Po zwolnieniu udał się do ZSRR, obejmując funkcję zastępcy przewodniczącego Rady Komisarzy Ludowych, następnie Rady Ministrów Karelo-Fińskiej SRR, którą pełnił do 15 kwietnia 1947, gdy został przewodniczącym Rady Najwyższej Karelo-Fińskiej SRR (do 12 kwietnia 1955). Jednocześnie 1947-1951 był zastępcą kierownika Sekcji Historycznej Naukowo-Badawczego Instytutu Kultury Karelo-Fińskiej SRR, a od 1951 do końca życia pracownikiem naukowym Instytutu Historii Partii przy KC Komunistycznej Partii Karelo-Fińskiej SRR. Był odznaczony dwoma Orderami Lenina.